# Cantonul Mézières-en-Brenne
Cantonul Mézières-en-Brenne este un canton din arondismentul Le Blanc, departamentul Indre, regiunea Centru, Franța.

## Comune
- Azay-le-Ferron
- Mézières-en-Brenne (reședință)
- Obterre
- Paulnay
- Sainte-Gemme
- Saint-Michel-en-Brenne
- Saulnay
- Villiers